# Су Тинтиони (Каљари)
Су Тинтиони је насеље у Италији у округу Каљари, региону Сардинија.
Према процени из 2011. у насељу је живело 32 становника. Насеље се налази на надморској висини од 20 м.